# Metirosina
Metirosina (DCI e BAN; α-Metiltirosina, Metyrosine USAN, AMPT, do inglês α-methyl-para-tyrosine) é uma droga anti-hipertensiva. Inibe a enzima tirosina hidroxilase e, portanto, a síntese da catecolamina, que, como conseqüência, depleta os níveis das catecolaminas dopamina, adrenalina e noradrenalina no corpo.

## Uso clínico
Metirosina tem sido usada no tratamento de feocromocitoma. É contra-indicado para o tratamento de hipertensão essencial.
No entanto, agora é raramente usado na medicina, sendo seu principal uso em pesquisas científicas para investigar os efeitos da depleção de catecolaminas no comportamento.